# (500209) 2012 HK28
(500209) 2012 HK28 es un asteroide perteneciente al cinturón de asteroides, descubierto el 15 de diciembre de 2007 por el equipo del Mount Lemmon Survey desde el Observatorio del Monte Lemmon, Arizona, Estados Unidos.

## Designación y nombre
Designado provisionalmente como 2012 HK28.

## Características orbitales
2012 HK28 está situado a una distancia media del Sol de 2,344 ua, pudiendo alejarse hasta 2,812 ua y acercarse hasta 1,875 ua. Su excentricidad es 0,199 y la inclinación orbital 6,668 grados. Emplea 1310,94 días en completar una órbita alrededor del Sol.

## Características físicas
La magnitud absoluta de 2012 HK28 es 18,1.